# Sazilly
Sazilly ist eine französische Gemeinde im Département Indre-et-Loire in der Region Centre-Val de Loire. Sie gehört zum Kanton Sainte-Maure-de-Touraine im Arrondissement Chinon.

## Geografie
Die ehemalige Route nationale 760 (heutige Départementsstraße 760) verbindet Sazilly mit Anché im Westen und Tavant im Osten. Die Vienne bildet die Grenze zu Cravant-les-Côteaux im Norden und Panzoult im Nordosten. Eine weitere Nachbargemeinde ist Lémeré im Süden.

## Bevölkerungsentwicklung
| Jahr      | 1962 | 1968 | 1975 | 1982 | 1990 | 1999 | 2008 | 2018 |
| --------- | ---- | ---- | ---- | ---- | ---- | ---- | ---- | ---- |
| Einwohner | 271  | 256  | 230  | 236  | 234  | 231  | 254  | 243  |

## Sehenswürdigkeiten
- Kirche Saint-Hilaire, Monument historique

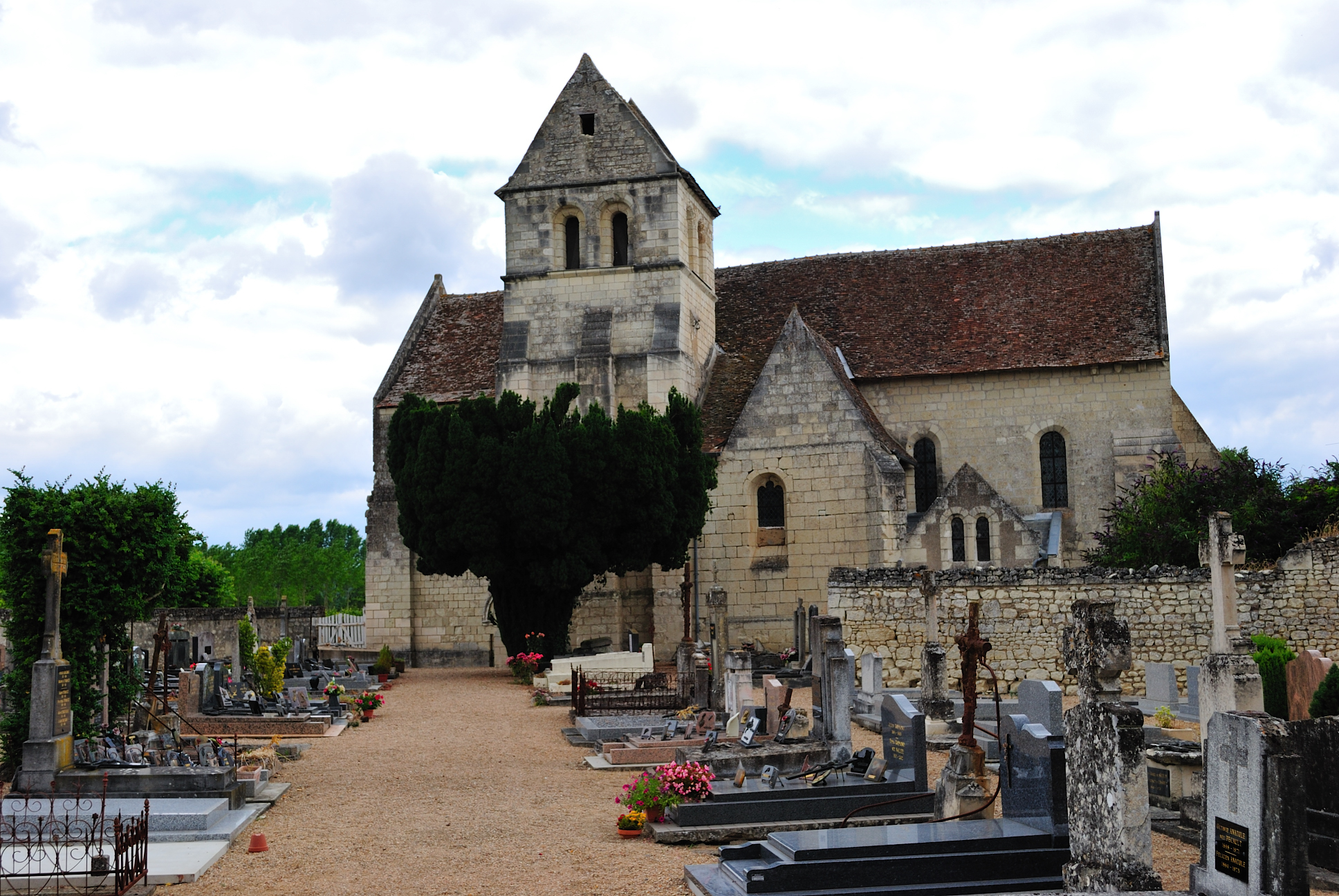
Kirche Saint-Hilaire